# Список плазунів Європи
У списку плазунів Європи наведений перелік усіх плазунів, що мешкають на території Європи, відповідно до аналогічного списку, опублікованого таксономічним комітетом Європейської герпетологічної спільноти (лат. Societas Europaea Herpetologica, далі просто SEH). Також наведені дані про низку плазунів, які потенційно можуть розширити видове розмаїття, чия присутність на теренах Європи сумнівна, або чий таксономічний статус є неоднозначним, і через це він не потрапив до списку, створеного комітетом.
Герпетофауна Європи налічує 205 видів плазунів, які разом утворюють 2 ряди (190 лускатих та 15 черепах), 21 родину та 66 родів. Слід зауважити, що в інших авторів кількість таксономічних одиниць може не збігатися, адже видовий статус деяких видів залишається дискусійним (наприклад, ситуація з Emys trinacris чи Vipera nikolskii), так само, як необхідність виокремлення певних родин чи родів (Zamenis scalaris чи Rhinechis scalaris, Laudakia caucasica чи Paralaudakia caucasica, Natricidae чи Natricinae). У списку SEH також наведена Parvilacerta parva, однак її ареал проживання не входить до досліджуваного комітетом.
Не всі рептилії є автохтонними. 10 видів є алохтонними, але вони утворили стійкі популяції на території Європи: Trachemys scripta, Chamaeleo africanus, Tenuidactylus bogdanovi, Darevskia armeniaca, Darevskia dahli, Indotyphlops braminus, Elaphe schrenckii, Hemorrhois algirus, Lampropeltis (getula) californiae, Macroprotodon cucullatus, Scelarcis perspicillata. Варто зазначити, що троє з цих плазунів інтродуковані до України і тільки до неї: це T. bogdanovi, D. armeniaca та D. dahli. Якщо брати до уваги, що наявні відомості про знахідки на території України T. scripta, то українських «інтродукованих» видів може бути 4. Низка плазунів хоч є європейськими, однак проникають у нетипові для себе місцини, наприклад, Podarcis sicula проникла в низку середземноморських країн, а Podarcis muralis — до Великої Британії, України та деяких інших країн.
Слід зазначити, що в майбутньому число видів та родів може змінитися, як завдяки постійним новим дослідженням, так і завдяки інтродукції нових видів, що часто є негативним явищем. Так, великі обсяги продажу T. scripta та її подальший випуск власниками в дику природу призвели до її інтродукції у багатьох місцях Європи. Пізніше торгівля цією черепахою була заборонена, оскільки вона вважається інвазивним видом, що витісняє аборигенні види черепах. Втім, продавці швидко перейшли на продаж інших черепах і в літературі постійно з'являються відомості про їхній потенціал до утворення стійких популяцій. Особливо високі шанси мають Chelydra serpentina, Apalone spinifera, Apalone mutica, Sternotherus odoratus, Pelomedusa subrufa, Graptemys geografica, Pelodiscus sinesis, Chrysemys picta та Graptemys pseudogeografica.

## Географічні межі
Межі Європи, а саме східні, досі залишаються предметом дискусій. Таксономічний комітет у своєму списку надає інформацію про кордони Європи, якими вони керувалися, створюючи перелік регіональних плазунів. Варто зазначити, що ці межі не повністю відповідають ані географічній традиції, ані політичному устрою.

Макаронезія

На півночі кордони Європи простягаються до Ісландії включно, однак на острові не проживає жоден дикий плазун, тому «найпівнічніші» рептилії трапляються на Скандинавському півострові.

Кіпр

На заході Європа закінчується Британськими островами (Велика Британія та Ірландія), на яких розташовані однойменні держави. Варто зазначити, що герпетофауна островів доволі бідна. Фарерські острови також є частиною Європи, але на них, як і в Ісландії, плазуни в дикій природі не живуть.
На півдні межі Європи в списку не відповідають географічним межам. Так, до охопленої території увійшов Кіпр. Це можна пояснити ще й тим, що острівні плазуни раніше вже оцінювалися Європейським червоним списком (ЄЧС), хоча фауна острова нагадує таку, як на Близькому Сході. Грецькі острови, що розташовані вздовж Малої Азії, також увійшли в межі Європи, включно з Кастелорізо. На південному заході досліджуваний ареал простягнувся аж до Макаронезії: герпетофауна Канарських островів (Іспанія), Азорів, Селваженш та Мадейри (усі три належать Португалії) наведена в списку, хоча вона нагадує більше африканську. Однак Кабо-Верде, яка теж є частиною Макаронезії, виключена з досліджуваної ділянки. Плазуни цих островів також вже раніше оцінювалися ЄЧС. Мальта та низка італійських островів у Середземному морі увійшли в задані межі Європи.
На сході Європа розташовується на захід від Уральських гір та річки Волги, тому невелика північно-західна частина Казахстану також входить у досліджуваний ареал. Південно-східна межа проходить по Кавказьких горах, усі країни, що розташовані на південь від Кавказу (окрім невеличкої частини Азербайджану на північному сході) не належать Європі з точки зору таксономічного комітету.

## Особливості біорозмаїття
Рептилії в основному надають перевагу теплим та навіть посушливим місцинам, відповідно північ Європи має набагато біднішу герпетофауну. У південних країнах (Іспанія, Італія, Греція) проживає найбільша кількість плазунів. Велика чисельність у цих краях може також пояснюватися тим, що Піренейський, Апеннінський та особливо Балканський півострови завжди були місцями міграції тварин з одного континенту на інший, а через наявність розвинутих гірських систем створювалися добрі умови для ізоляцій окремих популяцій та їхнього незалежного розвитку, себто видоутворення. Плазунів-ендеміків також найбільше на трьох вище названих півостровах.
Загалом для європейських рептилій характерні низка типів поширення, тобто регіонів, у яких вони переважно трапляються чи є ендеміками:
- Ablepharus kitaibelii
- Darevskia praticola
- Dolichophis caspius
- Elaphe sauromates
- Lacerta viridis
- Montivipera xanthina
- Natrix tessellata
- Ophisops elegans
- Podarcis tauricus
- Testudo graeca
- Vipera ammodytes

- Acanthodactylus erythrurus
- Blanus sp.
- Chalcides bedriagae
- Chalcides striatus
- Chamaeleo chamaeleon
- Coronella girondica
- Hemidactylus turcicus
- Hemorrhois hippocrepis
- Macroprotodon brevis
- Malpolon monspessulanus
- Mauremys leprosa
- Natrix maura
- Podarcis hispanicus complex
- Psammodromus algirus
- Psammodromus hispanicus complex
- Rhinechis scalaris
- Tarentola mauritanica
- Timon lepidus
- Vipera latastei

- Algyroides fitzingeri
- Archaeolacerta bedriagae
- Euleptes europea
- Podarcis tiliguerta

- Algyroides moreoticus
- Anguis cephalonica
- Eryx jaculus
- Hellenolacerta graeca
- Hierophis gemonensis
- Lacerta trilineata
- Malpolon insignitus
- Mauremys rivulata
- Mediodactylus kotschyi
- Ophiomorus punctatissimus
- Platyceps najadum
- Podarcis erhardii
- Podarcis peloponnesiacus
- Pseudopus apodus
- Telescopus fallax
- Testudo marginata
- Xerotyphlops vermicularis
- Zamenis situla

- Algyroides nigropunctatus
- Dalmatolacerta oxycephalus
- Dinarolacerta mosorensis
- Podarcis melisellensis

- Anguis sp.
- Coronella austriaca
- Emys orbicularis
- Lacerta agilis
- Natrix natrix sp.
- Vipera berus
- Zootoca vivipara

- Chalcides chalcides
- Elaphe quatorlineata
- Hierophis viridiflavus
- Lacerta bilineata
- Podarcis muralis
- Podarcis sicula
- Testudo hermanni
- Vipera aspis
- Zamenis longissimus/lineatus

- Darevskia caucasica
- Eirenis collaris
- Eirenis modestus
- Hemorrhois ravergieri
- Laudakia caucasia
- Darevskia derjurgini
- Darevskia saxicola
- Vipera kaznakovi
- Dolichophis schmidtii
- Eumeces schneiderii
- Macrovipera lebetina
- Mauremys caspica

- Elaphe dione
- Eremias arguta
- Eremias velox
- Eryx miliaris
- Lacerta strigata
- Phrynocephalus guttatus
- Phrynocephalus mystaceus
- Trapelus agilis
- Vipera ursinii/renardi

- Iberolacerta aranica
- Iberolacerta aurelioi
- Iberolacerta bonnali

- Iberolacerta galani
- Iberolacerta martinezricai
- Iberolacerta monticola
- Lacerta schreiberi
- Podarcis bocagei
- Podarcis carbonelli
- Vipera seoanei

## Таксономічні зміни
Незважаючи на досить добру вивченість герпетофауни Європи, її видове розмаїття щоразу збільшується. Довгий час критерії виду здебільшого базувалися на опису морфологічних особливостей, однак сучасні герпетологи активно використовують генетичні дослідження (а також екологічні, географічні та низку інших). Останні дають змогу розв'язувати різноманітні таксономічні проблеми, наприклад, описувати криптичні види (ситуація з виокремленням нових видів роду Anguis).
Не є сталою таксономія й через історичні та формальні причини. Систематичні групи в зоології називаються згідно з правилами Міжнародного кодексу. Зокрема, правило пріоритету вказує на те, що для позначення таксону повинна використовуватися його найбільш давня назва. Ситуація з перейменовуванням новоописаного 2009 року виду двохідок B. mariae на B. cinereus є тому яскравим прикладом.
Для поверхневої оцінки того, наскільки динамічною є ситуація у європейській герпетології, нижче наведено деякі зміни, пов'язані з описом нових видів чи інших таксонів, а також з таксономічними уточненнями.
1. У 2005 році був виокремлений вид Emys trinacris, однак низка подальших досліджень піддали сумніву доцільність такої зміни.
2. Зміни номенклатури серед агам: у 2012 році вийшла стаття, яка виокремлювала з роду Laudakia ще два роди, Paralaudakia та Stellagama. Класифікація стала доволі популярною серед герпетологів, але не підтримується таксономічним комітетом SEH.
3. Рід Anguis опісля робіт Гвоздіка 2010 та 2013 року розширився до 5 видів, хоча до того види Anguis colchica, Anguis veronensis(інші мови) та Anguis graeca(інші мови) вважалися підвидами Anguis fragilis.
4. З видового комплексу Mediodactylus kotschyi виділено одразу декілька видів. Mediodactylus danilewskii, який раніше також вважався підвидом цього гекона, набув статусу виду.
5. Інтродукований до Одеси гекон спочатку описувався як Tenuidactylus fedtschenkoi, але в 2013 році цей вид був розділений на два окремі види (більш гірська та більш рівнинна популяції) і виявилося, що в Україні проживає новоописаний вид — Tenuidactylus bogdanovi.
6. Підродина Natricinae, яка була складовою Colubridae, піднесена до статусу родини (Natricidae). Natrix natrix, який довгий час вважався одним видом, розділений на три види: власне Natrix natrix, Natrix astenophora та Natrix helvetica.
7. На основі молекулярних досліджень виокремлені деякі нові види ящірок, починаючи з 2000 року: Dinarolacerta montenegrina(інші мови), Iberolacerta galani(інші мови). Lacerta citrovittata(інші мови), Lacerta diplochondrodes(інші мови), Zootoca carniolica, Psammodromus occidentalis та низка інших. У 2007 році суттєвого перегляду зазнала класифікація родини Lacertidae, у ній виокремили одразу низку нових для Європи родів: Anatololacerta, Dalmatolacerta, Dinarolacerta, Hellenolacerta та Parvilacerta[12].
8. Аналогічно описаний новий вид змій на Кавказі — Elaphe urartica(інші мови).

## Список

### Природоохоронні статуси (теги) використані в списку
Наступні категорії використані для позначення охоронного статусу кожного виду за оцінками Міжнародного союзу охорони природи (МСОП) та Європейського Червоного списку (ЄЧС):
| CR | Critically Endangered | Види на межі зникнення                           |
| EN | Endangered            | Види під загрозою вимирання                      |
| VU | Vulnerable            | Уразливі види                                    |
| NT | Near Threatened       | Види, близькі до загрозливого стану              |
| LC | Least Concern         | Найменший ризик                                  |
| DD | Data Deficient        | Даних недостатньо                                |
| NE | Not Evaluated         | Види з недослідженим статусом                    |
| NA | Not Applicable        | Види, які регіонально не оцінюються (тільки ЄЧС) |

Для більшості плазунів наведений їхній статус у ЄЧС (виділений жирним шрифтом — VU, EN, LC). Якщо європейський статус відсутній, то наведено глобальний (звичайним шрифтом — VU, LC, NT). Якщо і такий статус відсутній, то в клітинці стоїть прочерк («-»).
У 2009 році ЄЧС оцінив статус 151 плазуна на території Європи. 27 рептилій, з яких 22 були ендеміками тої чи іншої місцини, належали до групи тварин під загрозою: 6 належали до категорії видів на межі зникнення, 11 — під загрозою вимирання, а ще 10 — до уразливих видів. Популяції 42 % європейських плазунів зменшуються. Причини такої ситуації комплексні: наприклад, третина рептилій страждають від впливу пестицидів, що використовують у сільському господарстві, їхні оселища руйнуються задля розбудови міст чи потреб аграрної промисловості. Додатковим фактором стають інтродукції нових плазунів, які конкурують та витісняють локальні види. Люди також вбивають змій через страх отруєння. Загалом рептилії належать до сильно загрожених тварин.

### Підтверджені плазуни
- Інтродукований
- Казахстан = європейська частина Казахстану
- Туреччина = європейська частина Туреччини

| Українська назва                | Біноміальна назва                                                                                  | Родина            | Ряд        | Статус ЄЧС/МСОП | Країни поширення | Зображення | Виноски                         |
| ------------------------------- | -------------------------------------------------------------------------------------------------- | ----------------- | ---------- | --------------- | --- | ---------- | ------------------------------- |
| Агама кавказька                 | Laudakia caucasia (Eichwald, 1831)                                                                 | Agamidae          | Squamata   | LC              | Росія (Дагестан) |            | [ 16 ] [ 17 ]                   |
| Агама турецька                  | Laudakia stellio (Linnaeus, 1758)                                                                  | Agamidae          | Squamata   | LC              | Греція (Корфу, Халкідіки, Кіклади, Крит), Кіпр |            | [ 18 ] [ 19 ]                   |
| Круглоголовка крутихвістка      | Phrynocephalus guttatus (Gmelin, 1789)                                                             | Agamidae          | Squamata   | LC              | Росія (Дагестан, Калмикія, Ставропольський край, Астраханська область, Волгоградська область), Казахстан |            | [ 20 ] [ 21 ]                   |
| Круглоголовка такирна           | Phrynocephalus helioscopus (Pallas, 1771)                                                          | Agamidae          | Squamata   | LC              | Росія (Астраханська область, південь Волгоградської області), Казахстан |            | [ 22 ] [ 23 ]                   |
| Круглоголовка вухата            | Phrynocephalus mystaceus (Pallas, 1776)                                                            | Agamidae          | Squamata   | LC              | Росія (Дагестан, Калмикія, східна Чечня, південь Астраханської області), Казахстан |            | [ 24 ] [ 25 ]                   |
| Агама степова                   | Trapelus (agilis) sanguionolentus (Pallas, 1814)                                                   | Agamidae          | Squamata   | LC              | Росія (Дагестан, Чечня, Ставропольський край) |            | [ 29 ] [ 27 ]                   |
|                                 | Anguis cephalonnica Werner, 1894                                                                   | Anguidae          | Squamata   | NT              | Греція (Пелопоннес, Кефалонія, Закінтос, Ітака) |            | [ 30 ] [ 31 ]                   |
| Веретільниця східна             | Anguis colchica (Nordmann, 1840)                                                                   | Anguidae          | Squamata   | LC              | Білорусь, Болгарія, Естонія, Латвія, Литва, Польща, Росія, Румунія, Сербія, Словаччина, Угорщина, Україна, Фінляндія, Чехія |            | [ 11 ] [ 30 ] [ 32 ] [ 33 ]     |
| Веретільниця ламка              | Anguis fragilis Linnaues, 1758                                                                     | Anguidae          | Squamata   | LC              | Австрія, Боснія та Герцеговина, Бельгія, Болгарія, Велика Британія, Данія, Греція, Ірландія (інтродукція), Іспанія, Люксембург, Північна Македонія, Нідерланди, Німеччина, Норвегія, Польща, Португалія, Сербія, Словаччина, Словенія, Угорщина, Франція, Хорватія, Чехія, Чорногорія, Швейцарія, Швеція |            | [ 32 ] [ 34 ] [ 35 ] [ 36 ]     |
|                                 | Anguis greaca Bedriaga, 1881                                                                       | Anguidae          | Squamata   | -               | Греція (північ Пелопоннесу вздовж Пінду), Албанія, південь Чорногорії, Північна Македонія |            | [ 30 ] [ 37 ]                   |
|                                 | Anguis veronensis Pollini, 1818                                                                    | Anguidae          | Squamata   | LC              | Італія та південно-східна Франція |            | [ 11 ] [ 38 ] [ 39 ]            |
| Жовтопуз безногий               | Pseudopus apodus (Pallas, 1775)                                                                    | Anguidae          | Squamata   | LC              | Албанія, Болгарія, Боснія і Герцеговина, Греція, Північна Македонія, Росія, Туреччина, Україна (Крим), Хорватія, Чорногорія |            | [ 40 ] [ 41 ]                   |
| [ комент. 5 ]                   | Blanus rufus (Hemprich, 1820)                                                                      | Blanidae          | Squamata   | LC              | Центральна та південно-східна Іспанія, центральна та північна Португалія |            | [ 44 ] [ 45 ]                   |
| Двохідка бура                   | Blanus cinereus (Vandelli, 1797)                                                                   | Blanidae          | Squamata   | -               | Гібралтар, південно-західна Іспанія, південь Португалії |            | [ 42 ] [ 44 ]                   |
| Двохідка анатолійська           | Blanus strauchi (Bedriaga, 1884)                                                                   | Blanidae          | Squamata   | LC              | Греція (Південні Споради) |            | [ 44 ] [ 49 ]                   |
| Удавчик західний                | Eryx jaculus (Linnaues, 1758)                                                                      | Boidae            | Squamata   | LC              | Албанія, Болгарія, Греція, Італія (Сицилія — можливо, давня інтродукція), Північна Македонія, Росія (Чечня, Дагестан, Калмикія, Ставропольський край), Румунія, Туреччина |            | [ 50 ] [ 51 ] [ 52 ]            |
| Удавчик піщаний                 | Eryx miliaris (Pallas, 1773)                                                                       | Boidae            | Squamata   | LC              | Росія (Дагестан, Чечня, Ставропольський край, Калмикія, Астраханська область), Казахстан |            | [ 53 ] [ 54 ]                   |
|                                 | Chamaeleo africanus Laurenti, 1768                                                                 | Chamaeleonidae    | Squamata   | NA              | Греція (південно-західний Пелопоннес) |            | [ 55 ] [ 56 ] [ 57 ]            |
| Хамелеон звичайний              | Chamaeleo chamaeleon (Linnaeus, 1758)                                                              | Chamaeleonidae    | Squamata   | NA              | Греція (Самос), Іспанія, Італія (Апулія, Калабрія), Мальта, Португалія |            | [ 55 ] [ 58 ]                   |
| Мідянка звичайна                | Coronella austriaca Laurenti, 1768                                                                 | Colubridae        | Squamata   | LC              | У всіх європейських країнах за винятком Ірландії та, можливо, Данії, де плазун не реєструвався з 1914 року |            | [ 59 ] [ 60 ] [ 61 ]            |
| Мідянка іспанська               | Coronella girondica (Daudin, 1803)                                                                 | Colubridae        | Squamata   | LC              | Гібралтар, Іспанія, Італія, Монако, Португалія, Франція |            | [ 62 ] [ 63 ]                   |
| Полоз жовточеревий              | Dolichophis caspius (Gmelin, 1789)                                                                 | Colubridae        | Squamata   | LC              | Албанія, Болгарія, Боснія та Герцеговина, Греція, Казахстан, Молдова, Північна Македонія, Росія, Румунія, Сербія, Туреччина, Угорщина, Україна (південь, схід та Крим), Хорватія, Чорногорія |            | [ 64 ] [ 65 ]                   |
|                                 | Dolichophis jugularis (Linnaeus, 1758)                                                             | Colubridae        | Squamata   | LC              | Греція (острови вздовж турецького берега), Кіпр |            | [ 66 ] [ 67 ]                   |
|                                 | Dolichophis schmidti (Nikolsky, 1909)                                                              | Colubridae        | Squamata   | LC              | Росія (південний Дагестан) |            | [ 68 ] [ 69 ]                   |
| Малий полоз нашийниковий        | Eirenis collaris (Ménétriés, 1832)                                                                 | Colubridae        | Squamata   | LC              | Росія (південний Дагестан) |            | [ 70 ] [ 71 ]                   |
|                                 | Eirenis levantinus Schmidtler, 1993                                                                | Colubridae        | Squamata   | LC              | Кіпр |            | [ 72 ] [ 73 ] [ 74 ]            |
| Малий полоз лагідний            | Eirenis modestus (Martin, 1838)                                                                    | Colubridae        | Squamata   | LC              | Греція (низка Егейських островів вздовж Малої Азії), Росія (південний Дагестан), Туреччина |            | [ 75 ] [ 76 ] [ 77 ]            |
| Полоз візерунковий              | Elaphe dione (Pallas, 1773)                                                                        | Colubridae        | Squamata   | LC              | Східна Україна (Донецька, Харківська, Луганська області), Росія (Ростовська, Волгоградська, Астраханська області, басейн Волги, Ставропольський край, Дагестан), Казахстан |            | [ 78 ] [ 79 ] [ 80 ]            |
| Полоз чотирисмугий              | Elaphe quatuorlineata (Lacepède, 1789)                                                             | Colubridae        | Squamata   | NT              | Албанія, Болгарія, Боснія та Герцеговина, Греція, Італія, Північна Македонія, Сербія, Словенія, Хорватія, Чорногорія |            | [ 75 ] [ 81 ]                   |
| Полоз сарматський               | Elaphe sauromates (Pallas, 1811)                                                                   | Colubridae        | Squamata   | LC              | Болгарія, Греція, Казахстан, Молдова, Росія (Ростовська та Астраханські області, але не Кавказ), Румунія, Туреччина, Україна |            | [ 82 ] [ 83 ]                   |
| Полоз амурський                 | Elaphe schrenckii (Strauch, 1873)                                                                  | Colubridae        | Squamata   | -               | Нідерланди (інтродукція поблизу аеропорту Гронінген в Елде) |            | [ 84 ]                          |
|                                 | Elaphe urartica Jablonski, Kukushkin, Avcı, Bunyatova, Ilgaz, Tuniyev et Jandzik in Jablonski 2019 | Colubridae        | Squamata   | -               | Росія (Дагестан) |            | [ 85 ]                          |
|                                 | Hemorrhois algirus (Jan, 1863)                                                                     | Colubridae        | Squamata   | LC              | Мальта (інтродукція) |            | [ 75 ] [ 86 ]                   |
| Полоз підковчастий              | Hemorrhois hippocrepis (Linnaeus, 1758)                                                            | Colubridae        | Squamata   | LC              | Гібралтар, Іспанія, Італія (Сардинія), Португалія |            | [ 75 ] [ 87 ]                   |
| Полоз свинцевий                 | Hemorrhois nummifer (Reuss, 1834)                                                                  | Colubridae        | Squamata   | LC              | Греція (острови вздовж турецького узбережжя), Кіпр |            | [ 88 ] [ 89 ]                   |
| Полоз різноколірний             | Hemorrhois ravergieri (Ménétries, 1832)                                                            | Colubridae        | Squamata   | NA              | Росія |            | [ 90 ] [ 91 ]                   |
|                                 | Hierophis gemonensis (Laurenti, 1768)                                                              | Colubridae        | Squamata   | LC              | Албанія, Боснія та Герцеговина, Греція (у тому числі Крит), Північна Македонія, Чорногорія, Хорватія Під питанням: Словенія, Сербія |            | [ 92 ] [ 93 ]                   |
| Полоз зелено-жовтий             | Hierophis viridiflavus (Lacépède, 1789)                                                            | Colubridae        | Squamata   | LC              | Греція (Ярос — інтродукція), Іспанія, Італія, Мальта, Словенія, Франція, Хорватія, Швейцарія |            | [ 94 ] [ 95 ]                   |
| Полоз кіпрський                 | Hierophis cypriensis (Schätti, 1985)                                                               | Colubridae        | Squamata   | EN              | Кіпр |            | [ 96 ]                          |
| Королівська змія каліфорнійська | Lampropeltis (getula) californiae (Blainville, 1835)                                               | Colubridae        | Squamata   | LC              | Іспанія (інвазивний вид, інтродукований на Гран-Канарії та, потенційно, поблизу Уельви) |            | [ 98 ] [ 99 ]                   |
|                                 | Macroprotodon brevis (Günther, 1862)                                                               | Colubridae        | Squamata   | NT              | Гібралтар, Іспанія, Португалія |            | [ 75 ] [ 100 ]                  |
|                                 | Macroprotodon cucullatus (Geoffroy de St-Hilaire, 1827)                                            | Colubridae        | Squamata   | LC              | Іспанія (Майорка та Менорка — інтродукція), Італія (Лампедуза — інтродукція) |            | [ 75 ] [ 101 ]                  |
|                                 | Platyceps collaris (Müller, 1878)                                                                  | Colubridae        | Squamata   | LC              | Болгарія, Туреччина |            | [ 75 ] [ 102 ]                  |
| Полоз оливковий                 | Platyceps najadum (Eichwald, 1831)                                                                 | Colubridae        | Squamata   | LC              | Албанія, Болгарія, Боснія та Герцеговина, Греція, Росія (Дагестан, Інгушетія, Чечня, Краснодарський край, Ставропольський край), Північна Македонія, Сербія, Туреччина, Хорватія, Чорногорія |            | [ 103 ] [ 104 ]                 |
| Котяча змія кавказька           | Telescopus fallax Fleischmann, 1831                                                                | Colubridae        | Squamata   | LC              | Албанія, Болгарія, Боснія та Герцеговина, Греція, Італія, Мальта, Північна Македонія, Росія, Словенія, Туреччина, Франція, Хорватія, Чорногорія |            | [ 105 ] [ 106 ]                 |
| Полоз закавказький              | Zamenis hohenackeri (Strauch, 1873)                                                                | Colubridae        | Squamata   | LC              | Росія (Кавказ) |            | [ 107 ] [ 108 ]                 |
|                                 | Zamenis lineatus (Camerano, 1891)                                                                  | Colubridae        | Squamata   | DD              | Південна Італія та Сицилія |            | [ 109 ] [ 110 ]                 |
| Полоз ескулапів                 | Zamenis longissimus (Laurenti, 1768)                                                               | Colubridae        | Squamata   | LC              | Австрія, Албанія, Болгарія, Боснія та Герцеговина, Велика Британія (інтродукція), Греція, Іспанія, Італія, Молдова, Німеччина, Північна Македонія, Румунія, Сербія, Словаччина, Словенія, Туреччина, Угорщина, Україна, Франція, Хорватія, Чехія, Чорногорія, Швейцарія                                  |            | [ 111 ] [ 112 ]                 |
| [ комент. 8 ]                   | Zamenis scalaris (Schinz, 1822)                                                                    | Colubridae        | Squamata   | LC              | Іспанія, Португалія, південно-західна Франція |            | [ 109 ] [ 113 ]                 |
| Полоз леопардовий               | Zamenis situla (Linnaeus, 1758)                                                                    | Colubridae        | Squamata   | LC              | Албанія, Боснія та Герцеговина, Болгарія, Греція, Мальта, Італія (Апулія та Сицилія), Північна Македонія, Туреччина, Україна (Крим), Хорватія, Чорногорія |            | [ 114 ] [ 115 ]                 |
| Гекончик пискливий              | Alsophylax pipiens (Pallas, 1827)                                                                  | Gekkonidae        | Squamata   | LC              | Росія (Астраханська область) |            | [ 116 ] [ 117 ]                 |
| [ комент. 9 ]                   | Mediodactylus bartoni (Štěpánek, 1934)                                                             | Gekkonidae        | Squamata   | —               | Греція (Крит та прилеглі острівці) |            | [ 118 ] [ 119 ]                 |
| Гекон кримський                 | Mediodactylus danilewskii (Strauch, 1887)                                                          | Gekkonidae        | Squamata   | —               | Болгарія, Греція (поблизу кордону з європейською частиною Туреччини, також Гавдос), Туреччина, Україна (Крим) |            | [ 118 ] [ 120 ]                 |
| Гекон середземноморський        | Mediodactylus kotschyi (Steindachner, 1870)                                                        | Gekkonidae        | Squamata   | LC              | Албанія, Греція, Італія (Апулія), Північна Македонія, Сербія, Угорщина (інтродукція) |            | [ 118 ] [ 119 ] [ 121 ] [ 122 ] |
| [ комент. 11 ]                  | Mediodactylus oertzeni (Boettger, 1888)                                                            | Gekkonidae        | Squamata   | —               | Греція (південні Споради) |            | [ 118 ]                         |
| [ комент. 12 ]                  | Mediodactylus orientalis (Štěpánek, 1937)                                                          | Gekkonidae        | Squamata   | —               | Греція (Самос, Ікарія та прилеглі до них острівці), Кіпр |            | [ 118 ]                         |
| Гекон сірий                     | Mediodactylus russowi (Strauch, 1887)                                                              | Gekkonidae        | Squamata   | LC              | Потенційно в Чечні |            | [ 123 ] [ 124 ]                 |
| Гекон Богданова                 | Tenuidactylus bogdanovi Nazarov et Poyarkov, 2013                                                  | Gekkonidae        | Squamata   | —               | Україна (інтродукція до м. Одеса, району Молдаванка) |            | [ 125 ]                         |
| Гекон каспійський               | Tenuidactylus caspius (Eichwald, 1831)                                                             | Gekkonidae        | Squamata   | NA              | Росія (Дагестан, Астрахань — інтродукція) |            | [ 125 ] [ 126 ] [ 127 ]         |
| Гекон турецький                 | Hemidactylus turcicus (Linnaeus, 1758)                                                             | Gekkonidae        | Squamata   | LC              | Албанія, Боснія та Герцеговина, Греція, Іспанія, Італія, Мальта, Португалія, Словенія, Туреччина, Франція, Хорватія, Чорногорія |            | [ 128 ] [ 129 ]                 |
| Ящірка червонохвоста            | Acanthodactylus erythrurus (Schinz, 1833)                                                          | Lacertidae        | Squamata   | LC              | Південь Піренейського півострова: Гібралтар, Іспанія, Португалія |            | [ 130 ] [ 131 ]                 |
|                                 | Acanthodactylus schreiberi Boulenger, 1878                                                         | Lacertidae        | Squamata   | EN              | Кіпр |            | [ 132 ] [ 133 ]                 |
| Алгіроідес Фіцінгера            | Algyroides fitzingeri (Wiegmann, 1834)                                                             | Lacertidae        | Squamata   | LC              | Італія (Сардинія та розташовані поблизу острови), Франція (Корсика та розташовані поблизу острови) |            | [ 134 ] [ 135 ]                 |
| Алгіроідес іспанський           | Algyroides marchi Valverde, 1958                                                                   | Lacertidae        | Squamata   | EN              | Південно-західна Іспанія (район Кордильєри-Пребетіки) |            | [ 136 ] [ 137 ]                 |
| Алгіроідес грецький             | Algyroides moreoticus Bibron et Bory, 1833                                                         | Lacertidae        | Squamata   | NT              | Греція (Пелопоннес та розташовані поблизу острови) |            | [ 138 ] [ 139 ]                 |
| Алгіроідес далматинський        | Algyroides nigropunctatus (Duméril et Bibron, 1839)                                                | Lacertidae        | Squamata   | LC              | Узбережжя Адріатичного моря: Албанія, Боснія та Герцеговина, Греція, Італія, Північна Македонія, Сербія (Косово), Словенія, Хорватія, Чорногорія |            | [ 140 ] [ 141 ]                 |
| [ комент. 13 ]                  | Anatololacerta anatolica (Werner, 1900)                                                            | Lacertidae        | Squamata   | NA              | Греція (Самос та Ікарія) |            | [ 145 ] [ 146 ]                 |
|                                 | Anatololacerta budaki (Eiselt et Schmidtler, 1986)                                                 | Lacertidae        | Squamata   | —               | Греція (Кастелорізо та прилеглі острівці) |            | [ 145 ] [ 147 ]                 |
|                                 | Anatololacerta pelasgiana (Mertens, 1959)                                                          | Lacertidae        | Squamata   | —               | Греція (Родос, Алімія, Сімі, Ніссирос, Пентаніссос, Стронгілі) |            | [ 145 ] [ 148 ]                 |
|                                 | Archaeolacerta bedriagae (Camerano, 1885)                                                          | Lacertidae        | Squamata   | NT              | Італія (Сардинія та прилеглі острови), Франція (Корсика та прилеглі острови) |            | [ 149 ] [ 150 ]                 |
|                                 | Dalmatolacerta oxycephala (Duméril et Bibron, 1839)                                                | Lacertidae        | Squamata   | LC              | Албанія, Боснія та Герцеговина, Хорватія, Чорногорія |            | [ 151 ] [ 152 ]                 |
|                                 | Darevskia alpina (Darevsky, 1967)                                                                  | Lacertidae        | Squamata   | VU              | Росія (гірські райони Краснодарського краю, Карачаєво-Черкесії та Кабардино-Балкарії) |            | [ 153 ] [ 154 ]                 |
| Ящірка вірменська               | Darevskia armeniaca (Méhely, 1909)                                                                 | Lacertidae        | Squamata   | LC              | Україна (каньйон річки Тетерів поблизу Житомира) |            | [ 153 ] [ 155 ]                 |
|                                 | Darevskia brauneri (Méhely, 1909)                                                                  | Lacertidae        | Squamata   | LC              | Росія (Адигея, Карачаєво-Черкесія, Краснодарський край) |            | [ 153 ] [ 156 ]                 |
| Ящірка кавказька                | Darevskia caucasica (Méhely, 1909)                                                                 | Lacertidae        | Squamata   | LC              | Росія (уздовж північних схилів Кавказу) |            | [ 157 ] [ 158 ]                 |
|                                 | Darevskia daghestanica (Darevsky, 1967)                                                            | Lacertidae        | Squamata   | LC              | Росія (Дагестан, Північна Осетія, Чечня) |            | [ 159 ] [ 160 ]                 |
| Ящірка Даля                     | Darevskia dahli (Darevsky, 1957)                                                                   | Lacertidae        | Squamata   | NT              | Україна (каньйон річки Тетерів поблизу Житомира) |            | [ 161 ] [ 162 ]                 |
| Ящірка артвінська               | Darevskia derjugini (Nikolsky, 1898)                                                               | Lacertidae        | Squamata   | NT              | Росія (Краснодарський край) |            | [ 163 ] [ 164 ]                 |
| Ящірка Ліндгольма               | Darevskia lindholmi (Lantz et Cyrén, 1936)                                                         | Lacertidae        | Squamata   | —               | Україна (Крим) |            | [ 165 ]                         |
| Ящірка лучна                    | Darevskia praticola (Eversmann, 1834)                                                              | Lacertidae        | Squamata   | NT              | Болгарія, Греція, Росія, Румунія, Сербія, Туреччина |            | [ 167 ] [ 168 ] [ 169 ]         |
|                                 | Darevskia rudis (Bedriaga, 1886)                                                                   | Lacertidae        | Squamata   | LC              | Росія (Дагестан, Інгушетія, Північна Осетія, Чечня) |            | [ 170 ] [ 171 ]                 |
| Ящірка скельна                  | Darevskia saxicola (Eversmann, 1834)                                                               | Lacertidae        | Squamata   | LC              | Росія (Кабардино-Балкарія, Карачаєво-Черкесія, Ставропольський край) |            | [ 172 ] [ 173 ]                 |
|                                 | Dinarolacerta montenegrina Ljubisavljević, Arribas, Džukić et Carranza, 2007                       | Lacertidae        | Squamata   | LC              | Гори Проклетіє на кордоні між Албанією та Чорногорією |            | [ 174 ] [ 175 ]                 |
|                                 | Dinarolacerta mosorensis (Kolombatović, 1886)                                                      | Lacertidae        | Squamata   | VU              | Боснія та Герцеговина, Хорватія, Чорногорія |            | [ 174 ] [ 176 ]                 |
| Ящурка піщана                   | Eremias arguta (Pallas, 1773)                                                                      | Lacertidae        | Squamata   | NT              | Молдова, Росія, Румунія, Україна |            | [ 177 ] [ 178 ]                 |
| Ящурка швидка                   | Eremias velox (Pallas, 1771)                                                                       | Lacertidae        | Squamata   | LC              | Росія (від Північного Кавказу до нижнього Надволжя), Казахстан |            | [ 179 ] [ 180 ]                 |
| Ящірка грецька                  | Hellenolacerta graeca (Bedriaga, 1886)                                                             | Lacertidae        | Squamata   | NT              | Греція (Пелопоннес) |            | [ 181 ] [ 182 ]                 |
| Канарська ящірка атлантична     | Gallotia atlantica (Peters et Doria, 1882)                                                         | Lacertidae        | Squamata   | LC              | Канарські острови: Гран-Канарія (інтродукція), Фуертевентура, Лансароте, низка менших островів |            | [ 183 ] [ 184 ]                 |
|                                 | Gallotia bravoana Hutterer, 1985                                                                   | Lacertidae        | Squamata   | CR              | Декілька скель на Гомері |            | [ 185 ] [ 186 ]                 |
|                                 | Gallotia caesaris (Lehrs, 1914)                                                                    | Lacertidae        | Squamata   | LC              | Ієрро, Гомера, Рокілльо, Тенерифе (інтродукція) |            | [ 187 ] [ 188 ]                 |
| Канарська ящірка Галлота        | Gallotia galloti (Oudart in Webb et Berthelot, 1839)                                               | Lacertidae        | Squamata   | LC              | Тенерифе, Ля-Пальма, низка малих острівців; Ієрро та Фуертевентура — точкова інтродукція |            | [ 189 ] [ 190 ]                 |
|                                 | Gallotia intermedia Hernández, Nogales et Martín, 2000                                             | Lacertidae        | Squamata   | CR              | Тенерифе (маленька ізольована популяція) |            | [ 191 ] [ 192 ]                 |
| Канарська ящірка Симона         | Gallotia simonyi (Steindachner, 1889)                                                              | Lacertidae        | Squamata   | CR              | Ієрро (розкидані маленькі популяції) |            | [ 193 ] [ 194 ]                 |
| Канарська ящірка Штегліна       | Gallotia stehlini (Schenkel, 1901)                                                                 | Lacertidae        | Squamata   | LC              | Гран-Канарія, Тенерифе (інтродукція) |            | [ 195 ] [ 196 ]                 |
|                                 | Iberolacerta aranica (Arribas, 1993)                                                               | Lacertidae        | Squamata   | EN              | Іспанія та Франція (гірський масив між Баль-д'Аран та Ар'єж відповідно) |            | [ 197 ] [ 198 ]                 |
|                                 | Iberolacerta aurelioi (Arribas, 1994)                                                              | Lacertidae        | Squamata   | EN              | Вкрай невелика гірська територія у місці сходження кордонів Андорри, Іспанії та Франції |            | [ 197 ] [ 199 ]                 |
| Ящірка піренейська              | Iberolacerta bonnali (Lantz, 1927)                                                                 | Lacertidae        | Squamata   | NT              | Гірські (піренейські) райони на кордоні Іспанії (від Пік Д'Аррієль до Айгуес-Тортес) та Франції (від долини Оссо до долини д'Ауре) |            | [ 197 ] [ 200 ]                 |
|                                 | Iberolacerta cyreni (Müller & Helmich, 1937)                                                       | Lacertidae        | Squamata   | EN              | Гірські масиви в центральній Іспанії: Сьєрра-де-Гвадаррама, Сьєрра-де-Бехар, Сьєрра-де-Гредос, Сьєрра-де-Авілья) |            | [ 197 ] [ 201 ]                 |
|                                 | Iberolacerta galani Arribas, Carranza and Odierna, 2006                                            | Lacertidae        | Squamata   | NT              | Іспанія (Монтес-де-Леон) |            | [ 197 ] [ 202 ]                 |
| Ящірка Горвата                  | Iberolacerta horvathi (Méhely, 1904)                                                               | Lacertidae        | Squamata   | NT              | Австрія, Німеччина, Італія, Словенія, Хорватія |            | [ 203 ] [ 204 ]                 |
|                                 | Iberolacerta martinezricai (Arribas, 1996)                                                         | Lacertidae        | Squamata   | CR              | Ящірка трапляється на схилах декількох гір поблизу Саламанки, Іспанія: Пенья-де-Франсія, Астіала, Меса-дель-Франсес, Пуерто-ель-Портільо |            | [ 197 ] [ 205 ]                 |
| Ящірка гірська                  | Iberolacerta monticola (Boulenger, 1905)                                                           | Lacertidae        | Squamata   | VU              | Північ Іспанії (район Кантабрійських гір від Галіції до Пікос-де-Европа), Португалія (Серра-де-Ештрела) |            | [ 197 ] [ 206 ]                 |
| Ящірка прудка                   | Lacerta agilis Linnaeus, 1758                                                                      | Lacertidae        | Squamata   | LC              | Майже вся Європа (у тому числі Україна), за винятком Ірландії, Португалії, Норвегії та Фінляндії. Вкрай малі популяції існують на кордоні між Францією, Андоррою та Іспанією, на північному сході Італії та на півночі Греції, у гірській місцевості                                                     |            | [ 207 ] [ 208 ]                 |
|                                 | Lacerta bilineata Daudin, 1802                                                                     | Lacertidae        | Squamata   | LC              | Андорра, Австрія, Велика Британія (острови Ла-Маншу, інтродукція в деяких прибережні зони на півдні Британії), Італія, Іспанія, Німеччина, Словенія, Франція, Хорватія, Швейцарія |            | [ 209 ] [ 210 ]                 |
| [ комент. 15 ]                  | Lacerta citrovitatta Werner, 1935                                                                  | Lacertidae        | Squamata   | —               | Греція (центральні Кіклади: Андрос, Тінос, Наксос, Парос, Антипарос та деякі інші) |            | [ 212 ]                         |
| [ комент. 16 ]                  | Lacerta diplochondrodes Wettstein, 1952                                                            | Lacertidae        | Squamata   | —               | Болгарія, Греція (частина поблизу європейської Туреччини та низка островів поблизу Малої Азії), Румунія, Туреччина |            | [ 213 ]                         |
|                                 | Lacerta media Lantz et Cyrén, 1920                                                                 | Lacertidae        | Squamata   | LC              | Росія (Дагестан, Краснодарський край) |            | [ 214 ] [ 215 ]                 |
| Ящірка іберійська               | Lacerta schreiberi Bedriaga, 1878                                                                  | Lacertidae        | Squamata   | NT              | Іспанія, Португалія |            | [ 216 ] [ 217 ]                 |
| Ящірка смугаста                 | Lacerta strigata Eichwald, 1831                                                                    | Lacertidae        | Squamata   | LC              | Росія (Дагестан, Астраханська область) |            | [ 218 ] [ 219 ]                 |
| Ящірка трисмуга                 | Lacerta trilineata Bedriaga, 1886                                                                  | Lacertidae        | Squamata   | LC              | Албанія, Болгарія (західна частина), Боснія та Герцеговина, Греція (у тому числі Крит), Північна Македонія, Сербія, Хорватія, Чорногорія |            | [ 220 ] [ 221 ]                 |
| Ящірка зелена                   | Lacerta viridis (Laurenti, 1768)                                                                   | Lacertidae        | Squamata   | LC              | Австрія (південь та схід), Албанія, Болгарія, Боснія та Герцеговина, Греція, Італія, Німеччина (схід), Молдова, Північна Македонія, Румунія, Сербія, Словаччина, Словенія, Туреччина, Угорщина, Україна, Хорватія, Чехія, Чорногорія                                                                     |            | [ 209 ] [ 222 ]                 |
| Змієголовка струнка             | Ophisops elegans Ménétries, 1832                                                                   | Lacertidae        | Squamata   | LC              | Болгарія (південно-східна частина), Греція (північно-східна частина та низка островів в Егейському морі), Туреччина |            | [ 223 ] [ 224 ]                 |
|                                 | Phoenicolacerta troodica (Werner, 1936)                                                            | Lacertidae        | Squamata   | LC              | Кіпр |            | [ 225 ] [ 226 ]                 |
|                                 | Podarcis bocagei (Seoane, 1884)                                                                    | Lacertidae        | Squamata   | LC              | Іспанія та Португалія (північно-західна частина Піренейського півострова) |            | [ 227 ] [ 228 ]                 |
|                                 | Podarcis carbonelli Pérez Mellado, 1981                                                            | Lacertidae        | Squamata   | EN              | Іспанія (Пенья-де-Франсія, Сьєрра-де-Гата, також в Доньяні), Португалія (низка гір в центрі країни та вздовж атлантичного узбережжя) |            | [ 229 ] [ 230 ]                 |
|                                 | Podarcis cretensis (Wettstein, 1952)                                                               | Lacertidae        | Squamata   | EN              | Греція (західна частина Криту та прилеглі до нього острівці) |            | [ 231 ] [ 232 ]                 |
| Стінна ящірка Ерхарда           | Podarcis erhardii (Bedriaga, 1882)                                                                 | Lacertidae        | Squamata   | LC              | Албанія, Болгарія, Греція, Північна Македонія, Сербія, Туреччина |            | [ 233 ] [ 234 ]                 |
| Стінна ящірка мальтійська       | Podarcis filfolensis (Bedriaga, 1876)                                                              | Lacertidae        | Squamata   | LC              | Італія (Лампедуза (інтродукція), Лампіоне, Ліноза), Мальта (острови Мальта, Гоцо, Коміно, прилеглі острівці) |            | [ 235 ] [ 236 ]                 |
|                                 | Podarcis gaigeae (Werner, 1930)                                                                    | Lacertidae        | Squamata   | VU              | Греція (Скірос з прилеглими острівцями та Піперіон) |            | [ 237 ] [ 238 ]                 |
|                                 | Podarcis guadarrame (Boscá, 1916)                                                                  | Lacertidae        | Squamata   | —               | Іспанія (Центральні гори, Пікос-де-Европа, північний захід Іспанії), північна Португалія |            | [ 239 ] [ 240 ]                 |
| Стінна ящірка іспанська         | Podarcis hispanicus (Steindachner, 1870)                                                           | Lacertidae        | Squamata   | LC              | Південно-східна Іспанія |            | [ 241 ] [ 242 ]                 |
| [ комент. 18 ]                  | Podarcis ionicus (Lehrs, 1902)                                                                     | Lacertidae        | Squamata   | —               | Албанія, південно-західна Греція |            | [ 244 ] [ 245 ]                 |
|                                 | Podarcis levendis Lymberakis, Poulakakis, Kaliontzopoulou, Valakos et Mylonas, 2008                | Lacertidae        | Squamata   | VU              | Греція (острови Порі та Лагувардос) |            | [ 231 ] [ 246 ]                 |
| Ящірка балеарська               | Podarcis lilfordi (Günther, 1874)                                                                  | Lacertidae        | Squamata   | EN              | Іспанія (Майорка (інтродукція), острівці довкола Майорки та Менорки, острови архіпелагу Кабрера) |            | [ 247 ] [ 248 ]                 |
|                                 | Podarcis liolepis (Boulenger, 1905)                                                                | Lacertidae        | Squamata   | —               | Північно-східна Іспанія (територія, в яку входять Іберійські гори, Колумбретес, Самора, північ Валенсії, Кордильєра-Бетіка) |            | [ 241 ] [ 249 ]                 |
| Стінна ящірка далматська        | Podarcis melisellensis (Braun, 1877)                                                               | Lacertidae        | Squamata   | LC              | Північно-західна Албанія (поблизу кордону з Чорногорією), Боснія та Герцеговина, північно-східна Італія (поблизу кордону зі Словенією), Словенія, Хорватія, Чорногорія |            | [ 250 ] [ 251 ]                 |
| Стінна ящірка мілоська          | Podarcis milensis (Bedriaga, 1882)                                                                 | Lacertidae        | Squamata   | VU              | Греція (Мілос та низка островів поблизу) |            | [ 252 ] [ 253 ]                 |
| Ящірка мурова                   | Podarcis muralis (Laurenti, 1768)                                                                  | Lacertidae        | Squamata   | LC              | Австрія, Балканський півострів, Велика Британія (інтродукція на півдні), Бельгія, Іспанія, Італія, Нідерланди (інтродукція), Німеччина, Румунія, Словаччина, Угорщина, Україна (інтродукція), Франція, Чехія, Швейцарія                                                                                  |            | [ 254 ] [ 255 ] [ 256 ] [ 257 ] |
| Ящірка пелопенеська             | Podarcis peloponnesiacus (Bibron et Bory de Saint-Vincent, 1833)                                   | Lacertidae        | Squamata   | LC              | Греція (Пелопенес) |            | [ 258 ] [ 259 ]                 |
| Ящірка пітіузенська             | Podarcis pityusensis (Boscá, 1883)                                                                 | Lacertidae        | Squamata   | NT              | Іспанія (Пітіузькі острови, Майорка — інтродукція, Барселона — інтродукція, Гастелугаче — інтродукція, Ургулл — інтродукція) |            | [ 260 ] [ 261 ]                 |
|                                 | Podarcis raffoneae (Mertens, 1952)                                                                 | Lacertidae        | Squamata   | CR              | Італія (Ліпарські острови) |            | [ 262 ] [ 263 ]                 |
| Стінна ящірка італійська        | Podarcis siculus (Rafinesque-Schmaltz, 1810)                                                       | Lacertidae        | Squamata   | LC              | Боснія та Герцеговина, Італія, Словенія, Хорватія Інтродукція: Греція, Велика Британія, Іспанія (Менорка, Сантандер), Нідерланди, Португалія, Румунія, Туреччина (Стамбул), Франція (Тулон), Чорногорія (Котор), Швейцарія                                                                               |            | [ 3 ] [ 264 ] [ 265 ]           |
| Ящірка кримська                 | Podarcis tauricus (Pallas, 1814)                                                                   | Lacertidae        | Squamata   | LC              | Албанія, Болгарія, Греція, Молдова, Північна Македонія, Румунія, Сербія, Туреччина, Угорщина, Україна |            | [ 266 ] [ 267 ]                 |
| Стінна ящірка тіренська         | Podarcis tiliguerta (Gmelin, 1789)                                                                 | Lacertidae        | Squamata   | LC              | Італія (Сардинія та прилеглі острівці), Франція (Корсика та прилеглі острівці) |            | [ 268 ] [ 269 ]                 |
|                                 | Podarcis vaucheri (Boulenger, 1905)                                                                | Lacertidae        | Squamata   | LC              | Іспанія (Андалусія) |            | [ 270 ] [ 271 ]                 |
|                                 | Podarcis virescens Geniez, Sá-Sousa, Guillaume, Cluchier et Crochet, 2014                          | Lacertidae        | Squamata   | —               | Центральна Іспанія, південь Португалії |            | [ 272 ]                         |
| Стінна ящірка сицилійська       | Podarcis waglerianus Gistel, 1868                                                                  | Lacertidae        | Squamata   | LC              | Італія (Сицилія та Егадські острови) |            | [ 273 ] [ 274 ]                 |
| [ комент. 20 ]                  | Psammodromus algirus (Linnaeus, 1758)                                                              | Lacertidae        | Squamata   | LC              | Андорра, Іспанія, Італія (Ізола-дей-Конілі — інтродукція), Португалія, Франція (крайня південно-західна середземноморська частина) |            | [ 275 ] [ 276 ]                 |
|                                 | Psammodromus hispanicus Fitzinger, 1826                                                            | Lacertidae        | Squamata   | LC              | Центральна Іспанія |            | [ 277 ] [ 278 ]                 |
| [ комент. 21 ]                  | Psammodromus edwarsianus (Dugès, 1829)                                                             | Lacertidae        | Squamata   | —               | Іспанія (узбережжя Середземного моря), Франція (крайня південно-західна середземноморська частина) |            | [ 277 ]                         |
| [ комент. 22 ]                  | Psammodromus occidentalis Fitze, Gonzalez-Jimena, San-Jose, San Mauro et Zardoya, 2012             | Lacertidae        | Squamata   | —               | Західна частина Піренейського півострова (Іспанія та Португалія) |            | [ 277 ]                         |
|                                 | Scelarcis perspicillata (Duméril et Bibron, 1839)                                                  | Lacertidae        | Squamata   | NA              | Іспанія (Менорка — інтродукція) |            | [ 279 ] [ 280 ]                 |
|                                 | Teira dugesii (Milne-Edwards, 1829)                                                                | Lacertidae        | Squamata   | LC              | Португалія (Мадейра, порт Лісабона — інтродукція) |            | [ 281 ] [ 282 ] [ 283 ]         |
| Ящірка прикрашена               | Timon lepidus (Daudin, 1802)                                                                       | Lacertidae        | Squamata   | NT              | Андорра, Іспанія, Італія (крайній північний захід), Португалія, Франція (південний схід та атлантичне узбережжя (Аквітанія та Пуату-Шарант)) |            | [ 284 ] [ 285 ]                 |
| [ комент. 23 ]                  | Timon nevadensis (Buchholz, 1963)                                                                  | Lacertidae        | Squamata   | —               | Південно-східна Іспанія (Аліканте, Альмерія, Мурсія) |            | [ 284 ]                         |
| Ящірка живородна                | Zootoca vivipara (Lichtenstein, 1823)                                                              | Lacertidae        | Squamata   | LC              | Майже по всій території Європи, але значно менше трапляється на її півдні. Відсутня у Молдові, Словенії, Португалії та Туреччині, підтверджена присутність в Греції та Чорногорії |            | [ 286 ] [ 287 ] [ 288 ] [ 289 ] |
| [ комент. 24 ]                  | Zootoca carniolica Mayer, Böhme, Tiedemann et Bischoff, 2000                                       | Lacertidae        | Squamata   | —               | Південь Австрії, північний схід Італії, Словенія (замість Z. vivipara), північний захід Хорватії |            | [ 286 ] [ 292 ]                 |
| [ комент. 25 ]                  | Natrix astretophora (Seoanne, 1884)                                                                | Natricidae        | Squamata   | —               | Андорра, Іспанія, Португалія, Франція (частина середземноморського узбережжя поблизу кордонів з Іспанією) |            | [ 294 ]                         |
| [ комент. 26 ]                  | Natrix helvetica (Lacépède, 1789)                                                                  | Natricidae        | Squamata   | —               | Поширений на захід від Рейну, включно з Британією, на північ від Піренейського острова, де поширений N. astretophora, на південь від Альп (весь Апеннінський півострів, Корсика, Сардинія, Сицилія). Ареал смужкою доходить до Істрії (Словенія, Хорватія).                                              |            | [ 295 ] [ 294 ]                 |
| Вуж гадюковий                   | Natrix maura (Linnaeus, 1758)                                                                      | Natricidae        | Squamata   | LC              | Іспанія, північно-західна Італія, Португалія, Франція (окрім півночі), крайній захід Швейцарії |            | [ 296 ] [ 297 ]                 |
| Вуж звичайний                   | Natrix natrix (Linnaeus, 1758)                                                                     | Natricidae        | Squamata   | LC              | На захід від Рейну та північ від Альп: ареал проживання змії охоплює Кіпр, Балкани, східну (у тому числі Україна) та північну Європу, а також більшу частину центральної. |            | [ 294 ] [ 298 ]                 |
| Вуж водяний                     | Natrix tessellata (Laurenti, 1768)                                                                 | Natricidae        | Squamata   | LC              | Південь та схід Австрії, весь Балканський півострів, Італія, Казахстан, Молдова, точково Німеччина, крайній південний захід Польщі, Росія, Словаччина, Угорщина, Україна, Чехія, точково Швейцарія |            | [ 299 ] [ 300 ] [ 301 ]         |
| Гекон східноканарський          | Tarentola angustimentalis Steindachner, 1891                                                       | Phyllodactylidae  | Squamata   | LC              | Іспанія (Канарські острови: Лансароте, Фуертевентура, Лобос, Грасіоса і низка менших острівців) |            | [ 302 ] [ 303 ]                 |
| Гекон канарський                | Tarentola boettgeri Steindachner, 1891                                                             | Phyllodactylidae  | Squamata   | LC              | Іспанія (Канарські острови: Гран-Канарія, Ієрро та острівці поблизу них), Португалія (острови Селваженш, Мадейра) |            | [ 282 ] [ 304 ] [ 305 ]         |
| Гекон тенеріфський              | Tarentola delalandii (Duméril et Bibron, 1836)                                                     | Phyllodactylidae  | Squamata   | LC              | Іспанія (Канарські острови: Тенерифе та Ла-Пальма) |            | [ 306 ] [ 307 ]                 |
| Гекон гомерський                | Tarentola gomerensis Joger et Bischoff, 1983                                                       | Phyllodactylidae  | Squamata   | LC              | Іспанія (Канарські острови: Гомера) |            | [ 308 ] [ 309 ]                 |
| Гекон стінний                   | Tarentola mauritanica (Linnaeus, 1758)                                                             | Phyllodactylidae  | Squamata   | LC              | Середземноморське узбережжя (здебільшого західне): Греція, Іспанія, Італія, Мальта, Португалія (також інтродукований на Мадейру), Франція, Хорватія, Чорногорія |            | [ 282 ] [ 310 ] [ 311 ]         |
|                                 | Malpolon insignitus (Geoffroy Saint-Hilaire, 1827)                                                 | Psammophiidae     | Squamata   | LC              | Албанія, Боснія та Герцеговина, Болгарія, Греція, Північна Македонія, Туреччина, Хорватія, Чорногорія Під питанням: Італія, Словенія |            | [ 312 ] [ 313 ]                 |
| Ящіркова змія звичайна          | Malpolon monspessulanus (Hermann, 1804)                                                            | Psammophiidae     | Squamata   | LC              | Іспанія, Португалія, крайній північний захід Італії, уздовж середземноморського узбережжя Франції |            | [ 312 ] [ 314 ]                 |
|                                 | Ablepharus budaki Göcmen, Kumlutas et Tosunoglu, 1996                                              | Scincidae         | Squamata   | LC              | Кіпр |            | [ 315 ] [ 316 ]                 |
| Коротконіжка європейська        | Ablepharus kitaibelii Bibron et Bory, 1833                                                         | Scincidae         | Squamata   | LC              | Східна Албанія, Греція, точково в східній Боснії та Герцеговині, Болгарія, Північна Македонія, південь Румунії, південь Словаччини, Туреччина, північ Угорщини, точково в північно-східній Хорватії та східній Чорногорії                                                                                |            | [ 317 ] [ 318 ]                 |
| Сцинк Бедряги                   | Chalcides bedriagai (Boscá, 1880)                                                                  | Scincidae         | Squamata   | NT              | Гібралтар, Іспанія, Португалія |            | [ 319 ] [ 320 ]                 |
|                                 | Chalcides chalcides (Linnaeus, 1758)                                                               | Scincidae         | Squamata   | LC              | Італія |            | [ 321 ] [ 322 ]                 |
|                                 | Chalcides coeruleopunctatus Salvador, 1975                                                         | Scincidae         | Squamata   | —               | Іспанія (Канарські острови: Гомера, Ієрро) |            | [ 323 ]                         |
| Сцинк плямистий                 | Chalcides ocellatus (Forskål, 1775)                                                                | Scincidae         | Squamata   | LC              | Південна Європа, в основному на островах: Греція (у тому числі Аттика та Пелопоннес), Італія (Сардинія, Сицилія, точково на Апеннінському півострові), Кіпр, Мальта |            | [ 132 ] [ 324 ] [ 325 ]         |
| Сцинк канарський                | Chalcides sexlineatus Steindachner, 1891                                                           | Scincidae         | Squamata   | LC              | Іспанія (Канарські острови: Гран-Канарія, інтродукція на низку островів поруч) |            | [ 326 ] [ 327 ]                 |
| Сцинк Симона                    | Chalcides simonyi Steindachner, 1891                                                               | Scincidae         | Squamata   | EN              | Іспанія (Канарські острови: Фуертевентура, Лансароте) |            | [ 328 ] [ 329 ]                 |
|                                 | Chalcides striatus (Cuvier, 1829)                                                                  | Scincidae         | Squamata   | LC              | Іспанія, північно-західна Італія, Португалія, південно-східна Франція та кілька ізольованих популяцій на атлантичному узбережжі |            | [ 321 ] [ 330 ]                 |
| Сцинк темнозелений              | Chalcides viridanus (Gravenhorst, 1851)                                                            | Scincidae         | Squamata   | LC              | Іспанія (Канарські острови: Тенерифе, Ла-Пальма — інтродукція) |            | [ 331 ] [ 332 ]                 |
|                                 | Eumeces schneiderii (Daudin, 1802)                                                                 | Scincidae         | Squamata   | LC              | Кіпр, Росія (Дагестан) |            | [ 132 ] [ 333 ] [ 334 ]         |
| [ комент. 29 ]                  | Heremites auratus (Linnaues, 1758)                                                                 | Scincidae         | Squamata   | NA              | Греція (Кос, Родос, Сімі, Самос, Кастелорізо) |            | [ 335 ] [ 336 ]                 |
| [ комент. 30 ]                  | Heuremites vittatus (Olivier, 1804)                                                                | Scincidae         | Squamata   | LC              | Кіпр |            | [ 132 ] [ 337 ]                 |
| [ комент. 31 ]                  | Ophiomorus kardesi Kornilios, Kumlutas, Lymberakis et Ilgaz, 2017                                  | Scincidae         | Squamata   | —               | Греція (Кастелорізо) |            | [ 338 ] [ 339 ]                 |
| Безногий сцинк багатокрапчастий | Ophiomorus punctatissimus (Bibron and Bory, 1833)                                                  | Scincidae         | Squamata   | LC              | Греція (Пелопоннес) |            | [ 338 ] [ 340 ]                 |
| Гекон європейський              | Euleptes europaea (Gené, 1839)                                                                     | Sphaerodactylidae | Squamata   | NT              | Італія (Сардинія та острівці поблизу, точково вздовж тірренського узбережжя), Франція (Корсика, острівці поблизу та точково вздовж середземноморського узбережжя) |            | [ 341 ] [ 342 ]                 |
| Сліпун брамінський              | Indotyphlops braminus (Daudin, 1803)                                                               | Typhlopidae       | Squamata   | —               | Іспанія (Альмерія — інтродукція) |            | [ 281 ]                         |
| Сліпун червоподібний            | Xerotyphlops vermicularis (Merrem, 1820)                                                           | Typhlopidae       | Squamata   | LC              | Албанія, крайня південно-східна Болгарія, Греція, Північна Македонія, Росія (Дагестан), Туреччина, Чорногорія |            | [ 343 ] [ 344 ] [ 345 ]         |
| Гюрза                           | Macrovipera lebetinus (Linnaues, 1758)                                                             | Viperidae         | Squamata   | LC              | Кіпр, Росія (Дагестан) |            | [ 132 ] [ 346 ] [ 347 ]         |
| Гадюка мілоська                 | Macrovipera schweizeri (Werner, 1935)                                                              | Viperidae         | Squamata   | EN              | Греція (Мілос, Кімолос, Поліегос, Сіфнос) |            | [ 348 ] [ 349 ]                 |
| Гадюка малоазійська             | Montivipera xanthina (Gray, 1849)                                                                  | Viperidae         | Squamata   | LC              | Греція (північний схід та низка островів уздовж Малої Азії), Туреччина |            | [ 350 ] [ 351 ]                 |
| Гадюка носата                   | Vipera ammodytes (Linnaeus, 1758)                                                                  | Viperidae         | Squamata   | LC              | Австрія (південь), Албанія, Болгарія, Боснія та Герцеговина, Греція, Італія (північний схід), Північна Македонія, Румунія, Сербія, Словенія, Туреччина, Хорватія, Чорногорія |            | [ 352 ] [ 353 ]                 |
| Гадюка аспідова                 | Vipera aspis (Linnaeus, 1758)                                                                      | Viperidae         | Squamata   | LC              | Північ Іспанії, Італія, Німеччина (крайній південний захід (Шварцвальд)), Словенія (крайній захід), Франція, Швейцарія |            | [ 354 ] [ 355 ]                 |
| Гадюка звичайна                 | Vipera berus (Linnaeus, 1758)                                                                      | Viperidae         | Squamata   | LC              | Майже вся Європа (включно з Україною), за винятком Піренейського півострова та Ірландії. У південній Європі популяції дрібні та розкидані (наприклад, плазун присутній тільки на півночі Італії чи Греції, тільки на заході Угорщини тощо)                                                               |            | [ 356 ] [ 357 ]                 |
| Гадюка Дініка                   | Vipera dinniki (Nikolsky, 1913)                                                                    | Viperidae         | Squamata   | VU              | Росія (Кавказ) |            | [ 358 ] [ 359 ]                 |
| [ комент. 33 ]                  | Vipera graeca Nilson et Andrén, 1988                                                               | Viperidae         | Squamata   | EN              | Гірське пасмо Пінд (південна Албанія, північна Греція) |            | [ 360 ] [ 361 ]                 |
| Гадюка кавказька                | Vipera kaznakovi (Nikolsky, 1909)                                                                  | Viperidae         | Squamata   | EN              | Росія (Краснодарський край) |            | [ 362 ] [ 363 ]                 |
|                                 | Vipera latastei Boscá, 1878                                                                        | Viperidae         | Squamata   | VU              | Гібралтар, Іспанія, Португалія |            | [ 364 ] [ 365 ]                 |
| Гадюка степова                  | Vipera renardi (Christoph, 1861)                                                                   | Viperidae         | Squamata   | VU              | Казахстан, Росія, південна та східна Україна |            | [ 360 ] [ 366 ]                 |
| Гадюка Сеоане                   | Vipera seoanei Lataste, 1879                                                                       | Viperidae         | Squamata   | LC              | Північ Іспанія, крайня північ Португалія, крайніх південний захід Франції |            | [ 367 ] [ 368 ]                 |
| Гадюка лучна                    | Vipera ursinii (Bonaparte, 1835)                                                                   | Viperidae         | Squamata   | VU              | Окремими острівцями в Албанії, Боснії та Герцеговині, Греції, Італії, Румунії, Сербії, Угорщині, південно-східній Франції, Хорватії, Чорногорії Зникла в Австрії, сумнівна присутність в Болгарії |            | [ 360 ] [ 369 ]                 |
| Каретта звичайна                | Caretta caretta (Linnaeus, 1758)                                                                   | Cheloniidae       | Testudines | VU              | Гніздиться на півдні Італії та Греції, а також на Кіпрі, трапляється у водах Середземного, Адріатичного, Тірренського та Іонічного морів, рідше — в Атлантичному океані, епізодично — в Чорному морі |            | [ 370 ] [ 371 ] [ 372 ]         |
| Черепаха зелена                 | Chelonia mydas (Linnaues, 1758)                                                                    | Cheloniidae       | Testudines | EN              | Трапляється в Середземному морі та поблизу атлантичного узбережжя. Гніздиться на Кіпрі та, можливо, на Криті (Греція) |            | [ 373 ] [ 374 ]                 |
| Бісса справжня                  | Eretmochelys imbricata (Linnaues, 1766)                                                            | Cheloniidae       | Testudines | CR              | Бродячий вид, що інколи трапляється у європейських водах |            | [ 375 ] [ 376 ]                 |
|                                 | Lepidochelys kempii (Garman), 1880)                                                                | Cheloniidae       | Testudines | CR              | Бродячий вид, що інколи трапляється у європейських водах |            | [ 375 ] [ 377 ]                 |
|                                 | Lepidochelys olivacea (Eschscholtz, 1829)                                                          | Cheloniidae       | Testudines | VU              | Бродячий і вкрай рідкісний у європейських водах вид (достовірні знахідки біля Франції та біля Іспанії в Середземному морі) |            | [ 378 ] [ 379 ] [ 380 ]         |
| Шкіряста черепаха єдина         | Dermochelys coriacea (Vandelli, 1761)                                                              | Dermochelyidae    | Testudines | VU              | Відносно часто трапляється в Атлантичному океані, дещо рідше — в Середземному морі. Яєць в Європі не відкладає |            | [ 381 ] [ 382 ]                 |
| Черепаха європейська            | Emys orbicularis (Linnaeus, 1758)                                                                  | Emydidae          | Testudines | NT              | Поширена у більшій частині Європи (включно з Україною), за винятком півночі (Скандинавські країни та Естонія) та заходу (північно-західна частина Франції, Бельгія, Нідерланди, Британські острови (можливо, реінтродукована)). Реінтродукована в Данії та низці країн центральної Європи.               |            | [ 257 ] [ 383 ] [ 384 ]         |
| Червоновуха черепаха звичайна   | Trachemys scripta (Thunberg in Schoepff, 1792)                                                     | Emydidae          | Testudines | NA              | Інтродукований інвазійний вид. Множинні знахідки по всій Європі, частина з них здатна до самовідтворення. |            | [ 385 ] [ 386 ]                 |
| Черепаха каспійська             | Mauremys caspica (Gmelin, 1774)                                                                    | Geoemydidae       | Testudines | —               | Росія (Дагестан) |            | [ 387 ]                         |
| Черепаха іберійська             | Mauremys leprosa (Schweigger, 1812)                                                                | Geoemydidae       | Testudines | VU              | Гібралтар, Іспанія, Португалія |            | [ 388 ] [ 389 ]                 |
|                                 | Mauremys rivulata (Valenciennes, 1833)                                                             | Geoemydidae       | Testudines | LC              | Албанія, південна Болгарія, південна Боснія та Герцеговина, Греція, південна Північна Македонія, Туреччина, південна Хорватія, південно-західна Чорногорія |            | [ 390 ] [ 391 ]                 |
| Черепаха середземноморська      | Testudo graeca Linnaeus, 1758                                                                      | Testudinidae      | Testudines | VU              | Греція, південь Болгарії, Іспанія (Альмерія, Мурсія, Мальорка та біля Севільї), Італія (Сардинія — інтродукція), Північна Македонія, Росія (Кавказ та чорноморське узбережжя від Анапи і до кордону з Грузією), Румунія (Добруджа), Сербія, Туреччина                                                    |            | [ 392 ] [ 393 ] [ 394 ]         |
| Черепаха балканська             | Testudo hermanni Gmelin, 1789                                                                      | Testudinidae      | Testudines | NT              | Уздовж Адріатичного моря від Словенії до Греції, Балканський півострів, Іспанія (Каталонія та Балеарські острови), Італія, південний схід Румунії, Франція (точково на південному сході) |            | [ 395 ] [ 396 ]                 |
| Черепаха облямована             | Testudo marginata Schoepff, 1792                                                                   | Testudinidae      | Testudines | LC              | Південь Албанії, південна та центральна Греція, Італія (Сардинія — інтродукція) |            | [ 397 ] [ 398 ]                 |
| Трионікс африканський           | Trionyx triunguis (Forskål, 1775)                                                                  | Trionychidae      | Testudines | NA              | Греція (Родос, Калімнос, Лерос, Кос — бродячий вид) |            | [ 400 ] [ 401 ]                 |

### Сумнівні, непідтверджені плазуни та рептилії, чий таксономічний статус суперечливий
| Українська назва      | Біноміальна назва                                                                     | Родина       | Ряд        | Статус ЄЧС/МСОП | Країни поширення | Зображення | Виноски                         |
| --------------------- | ------------------------------------------------------------------------------------- | ------------ | ---------- | --------------- | --- | ---------- | ------------------------------- |
| Аноліс каролінський   | Anolis carolinensis Voigt, 1832                                                       | Dactyloidae  | Squamata   | LC              | Наявні дані про інтродукцію на Тенерифе, трапляється і на Піренейському півострові, але відсутні дані щодо утворення стійкої популяції, здатної до самовідтворення |            | [ 402 ] [ 403 ] [ 404 ]         |
|                       | Hemidactylus mabouia (Moreau de Jonnès, 1818)                                         | Gekkonidae   | Squamata   | —               | Наявні дані про інтродукцію на острови Мадейра |            | [ 282 ] [ 405 ]                 |
|                       | Darevskia pontica (Lantz & Cyrén, 1918)                                               | Lacertidae   | Squamata   | —               | Підвид D. praticola із західного узбережжя Чорного моря, який деякі вчені вважають окремим видом |            | [ 166 ]                         |
|                       | Parvilacerta parva (Boulenger, 1887)                                                  | Lacertidae   | Squamata   | LC              | Наведена в списку SEH, однак її ареал проживання не входить в задані межі Європи. Найближче до них трапляється в Анталії й Вірменії. |            | [ 406 ] [ 407 ]                 |
|                       | Natrix megalocephala Orlov et Tuniev, 1987                                            | Natricidae   | Squamata   | VU              | Більшість вчених вважає N. megalocephala синонімом N. natrix. Втім у російській літературі цей вуж далі наводиться як самостійний вид. Трапляється уздовж східного чорноморського узбережжя                                                                                        |            | [ 408 ] [ 409 ]                 |
| Щитомордник звичайний | Gloydius halys (Pallas, 1776)                                                         | Viperidae    | Squamata   | NA              | Потенційно може траплятися в Європі (на захід від Волги), однак більшість описів давні, сучасних знахідок не існує. Таксономічний комітет SEH таким чином не включив змію до свого списку, втім вона має статус в ЄЧС.                                                             |            | [ 410 ] [ 411 ]                 |
| Гадюка лісостепова    | Vipera nikolskii Vedmederja, Grubant & Rudajewa, 1986                                 | Viperidae    | Squamata   | —               | Ряд вчених заперечує видовий рівень гадюки Нікольського, вважаючи її підвидом гадюки звичайної, або даючи їй невизначений статус. Комітет розглядає гадюку як підвид V. berus. Трапляється в східній Румунії, Молдові, Україні (внесена в Червону книгу) та Росії.                 |            | [ 412 ] [ 413 ] [ 412 ] [ 414 ] |
| Гадюка Лотієва        | Vipera lotievi Nilson, Tuniyev, Orlov, Höggren & Andrén,                              | Viperidae    | Squamata   | NT              | Таксономічний комітет дотримується думки, що V. lotievi входить до видового комплексу V. renardi. Трапляється в кавказькому регіоні Росії. |            | [ 413 ] [ 415 ]                 |
|                       | Vipera magnifica Tuniyev et Ostrovskikh, 2001                                         | Viperidae    | Squamata   | EN              | Відповідно до поглядів комітету, в генетичному плані гадюка являє собою змішану популяцію V. renardi та V. kaznakovi. Комітет розглядає її у складі виду V. kaznakovi. Трапляється в долині Лаби та вздовж Скелястого хребта.                                                      |            | [ 416 ] [ 417 ]                 |
| Гадюка Орлова         | Vipera orlovi Tuniyev et Ostrovskikh, 2001                                            | Viperidae    | Squamata   | CR              | Відповідно до поглядів комітету, в генетичному плані гадюка являє собою змішану популяцію V. renardi та V. kaznakovi. Комітет не розглядає її як окремий вид, а розміщує її у видовому комплексі V. kaznakovi. Мешкає на найбільш північних схилах Кавказу в Краснодарському краї. |            | [ 418 ] [ 419 ]                 |
|                       | Vipera walser Ghielmi, Menegon, Marsden, Laddaga et Ursenbacher, 2016                 | Viperidae    | Squamata   | —               | Морфологічно майже ідентична V. berus. Єдина популяція наявна в північно-східному П'ємонті. Комітет поки що не вважає гадюку окремим видом, та надає її статусу підвиду до появи більшого масиву доказів, що свідчитимуть про протилежне                                           |            | [ 356 ]                         |
| Черепаха розписна     | Chrysemys picta (Schneider, 1783)                                                     | Emydidae     | Testudines | LC              | Наявні дані про інтродукцію в Німеччині та Іспанії |            | [ 420 ] [ 421 ] [ 422 ]         |
|                       | Emys trinacris Fritz, Fattizzo, Guicking, Tripepi, Pennisi, Lenk, Joger et Wink, 2005 | Emydidae     | Testudines | DD              | Відповідно до думки комітету — це сицилійський підвид E. orbicularis, хоча велика кількість герпетологів надають цій черепасі видового статусу |            | [ 423 ] [ 424 ]                 |
| Черепаха далекосхідна | Pelodiscus sinensis Wiegmann, 1835                                                    | Trionichidae | Testudines | VU              | Наявні дані про інтродукцію до Іспанії. Вказана в списку плазунів Боснії та Герцеговини |            | [ 425 ] [ 426 ] [ 427 ]         |